# NGC 3910
NGC 3910 في الفهرس العام الجديد، هي مجرة، تقع في كوكبة الأسد. اكتشفت في 3 مارس 1869 بواسطة أوتو فيلهلم فون ستروف.

## روابط خارجية
- NGC 3910 على موقع ويكي سكاي: DSS2, SDSS, GALEX, IRAS, Hydrogen α, X-Ray, Astrophoto, Sky Map, Articles and images